# Ryōan-ji

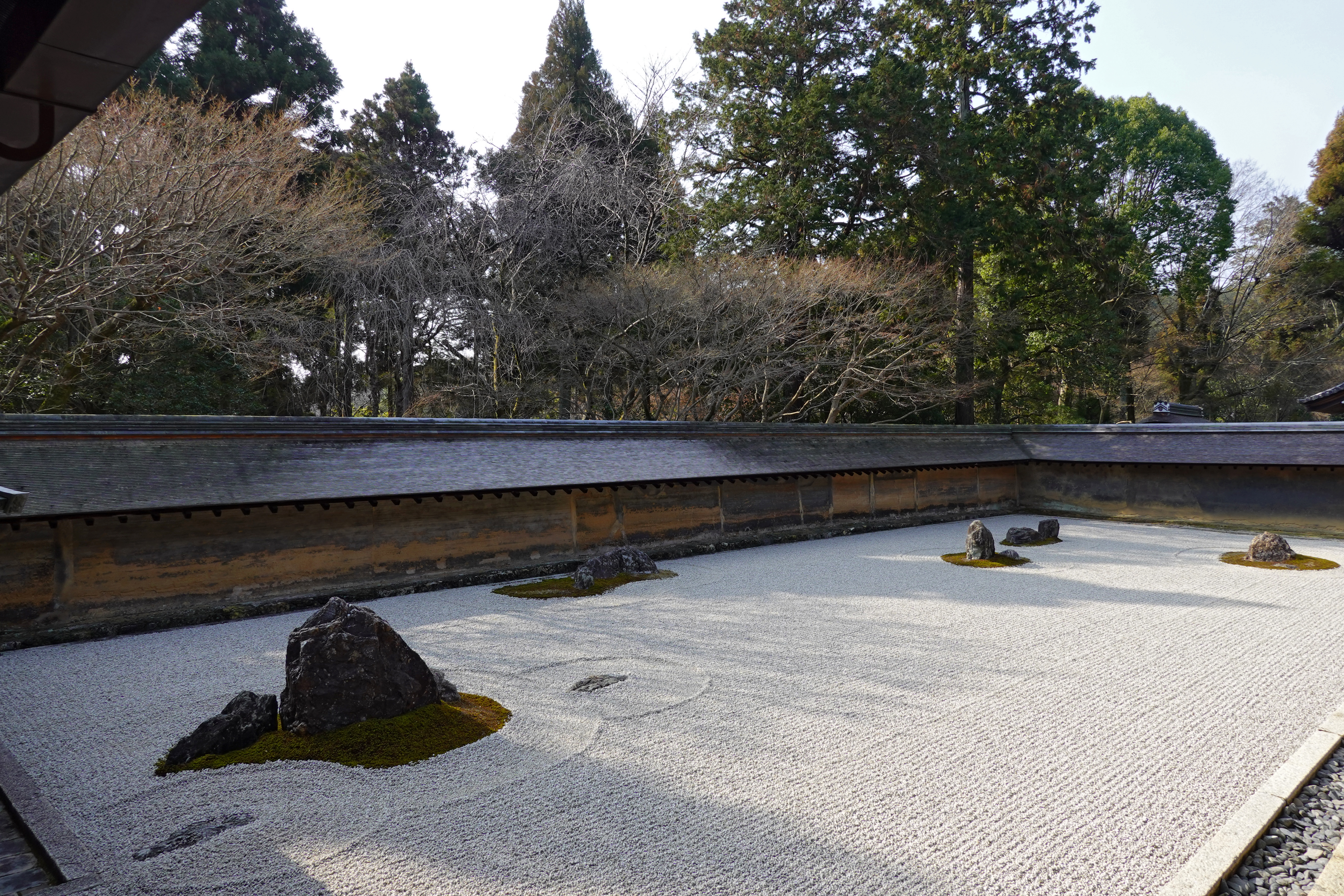
Grădina preotului (方丈庭園, hōjō teien), sau Grădina de pietre (石庭, sekitei), din templul Ryōan-ji

Ryōan-ji (竜安寺 ryō-an-ji?, Templul Dragonului Împăcat) este un templu Zen-budist în partea de nord-vest a orașului Kyoto. Acest templu face parte din complexul Monumente istorice ale vechiului Kyoto (orașele Kyoto, Uji și Otsu), inclus în Partimoniul Mondial UNESCO.

## Fotogalerie

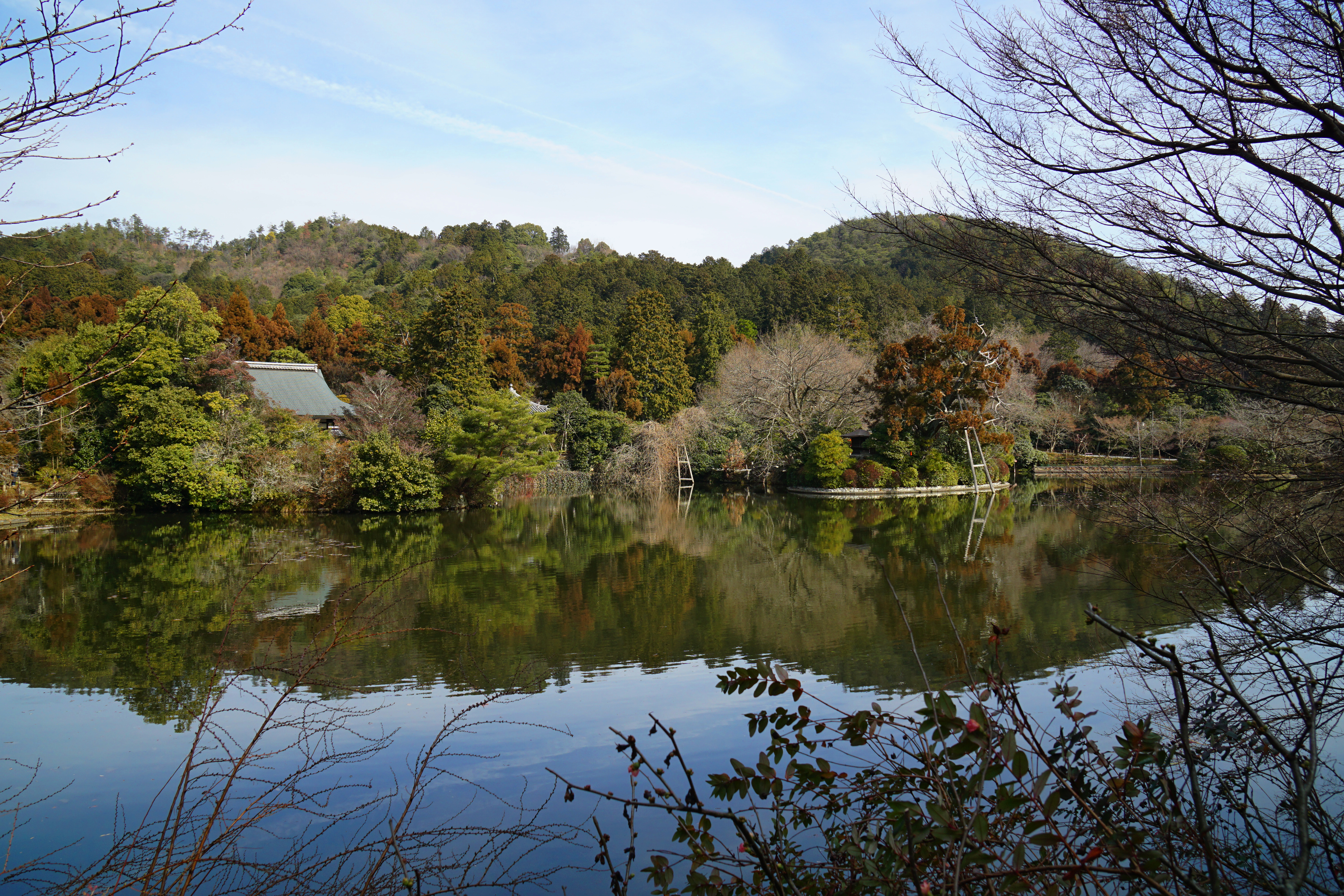
Lacul din fața templului
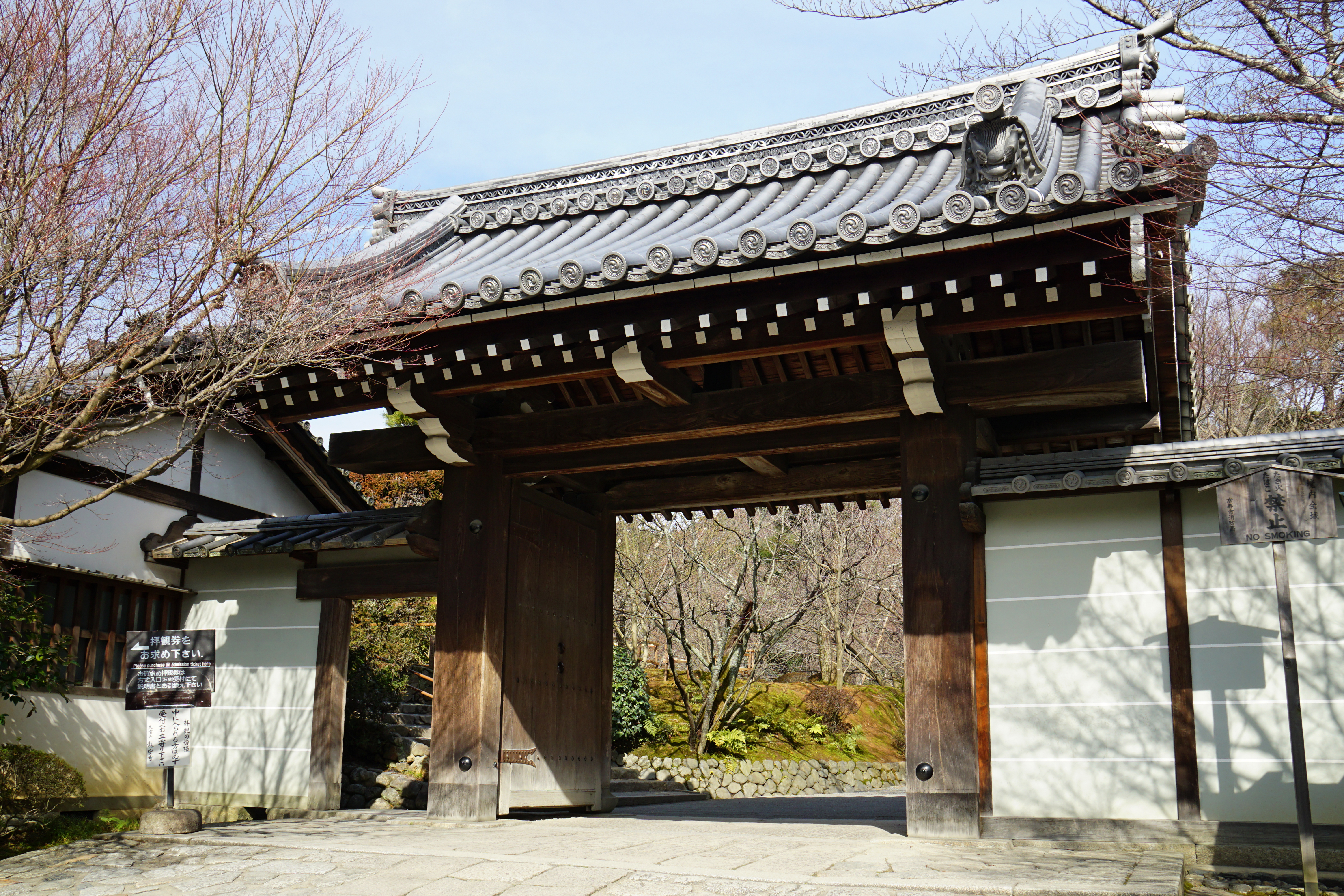
Porțile principale (山門 sanmon?)
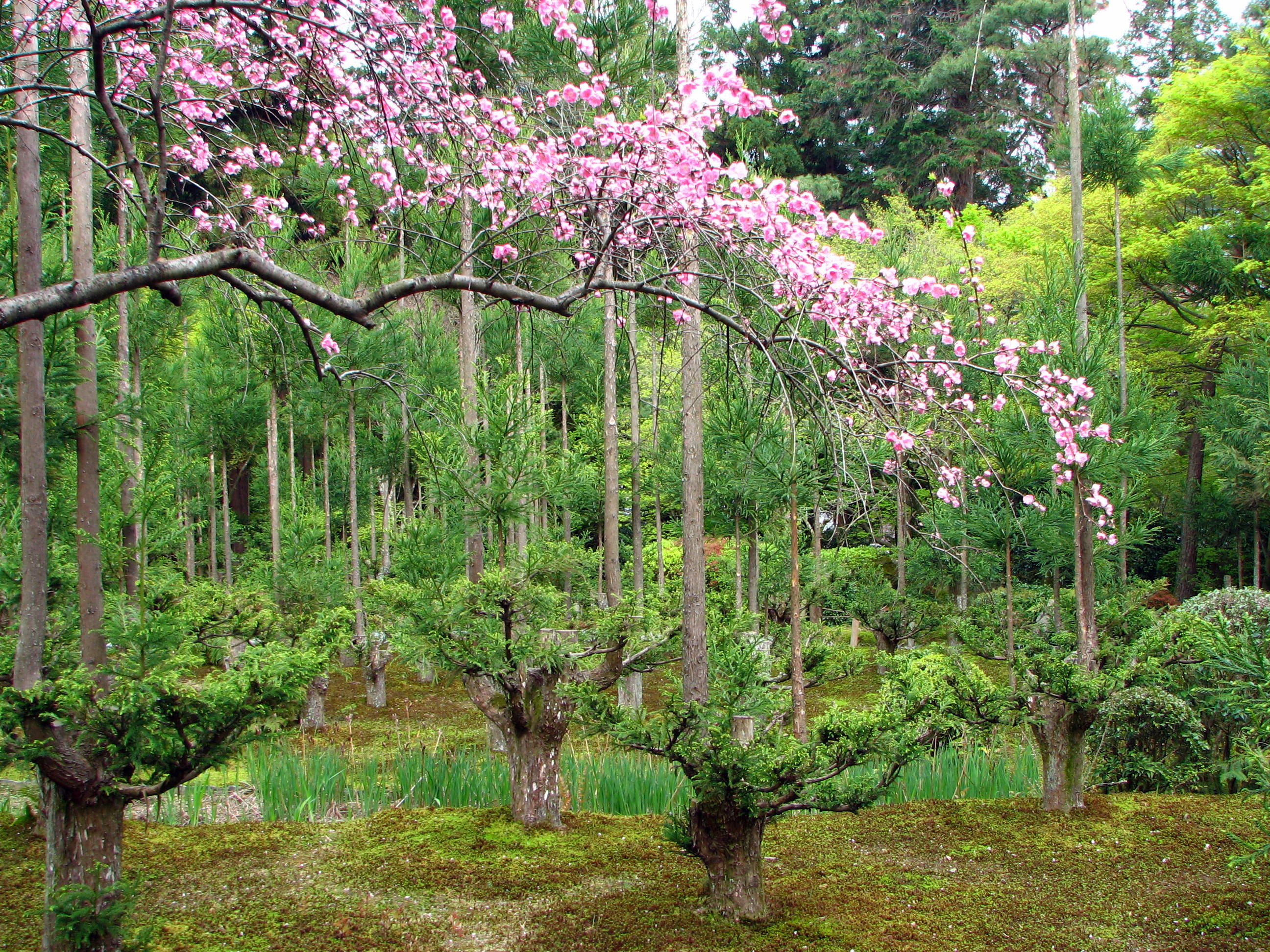
Parcul templului
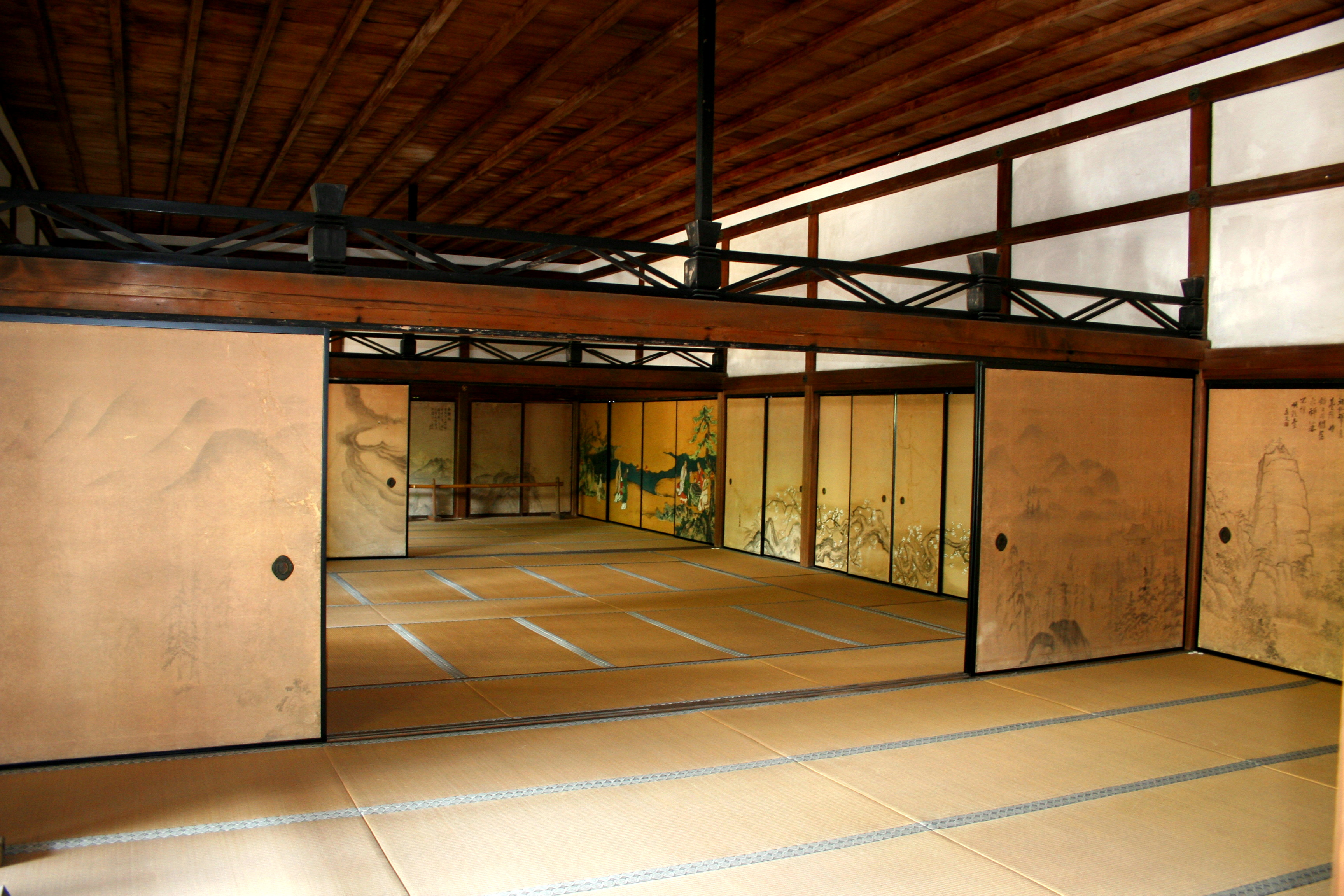
Interiorul templului[Nota 1]
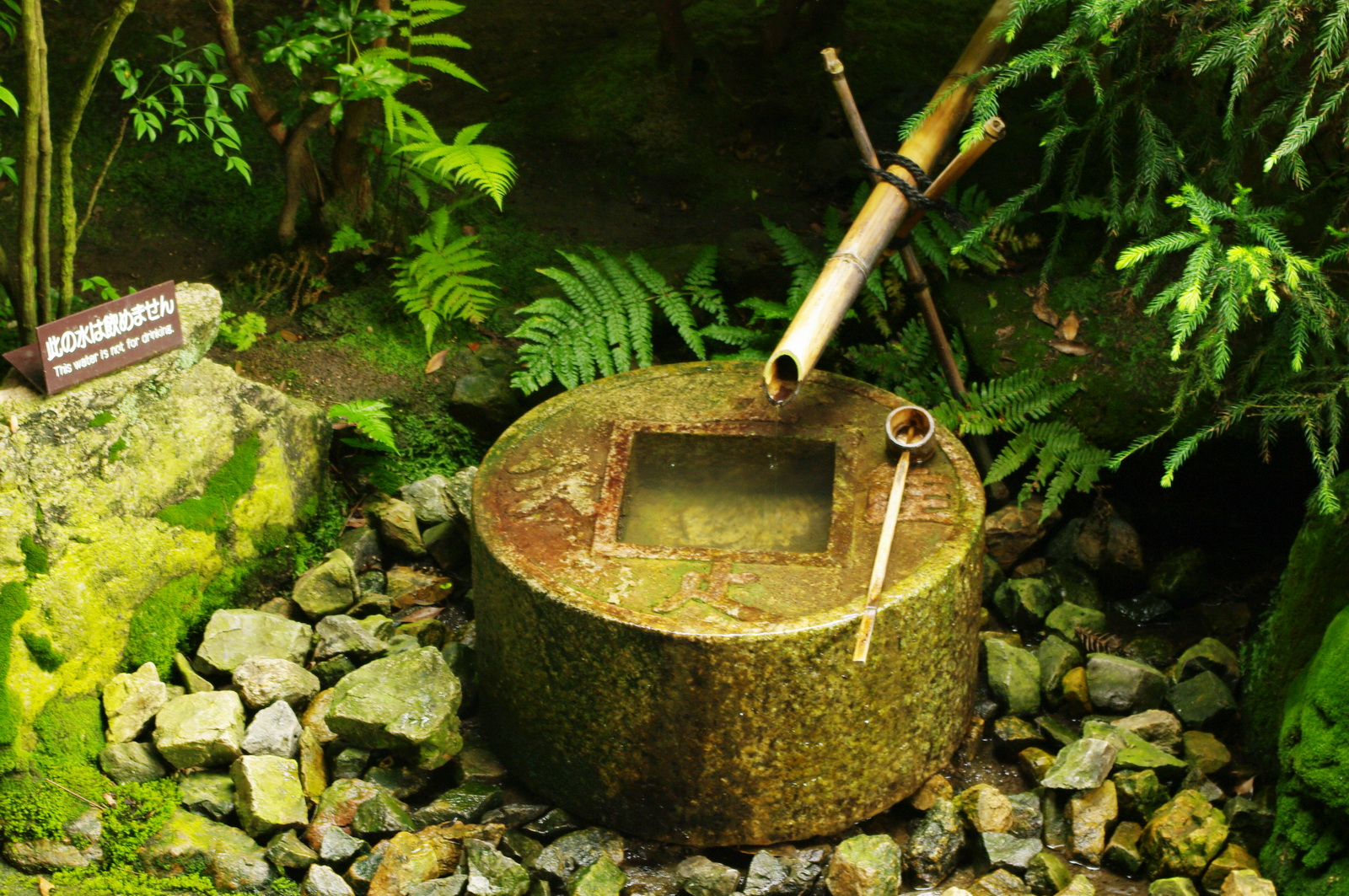
Vasul cu apă pentru ceremoniile de purificare
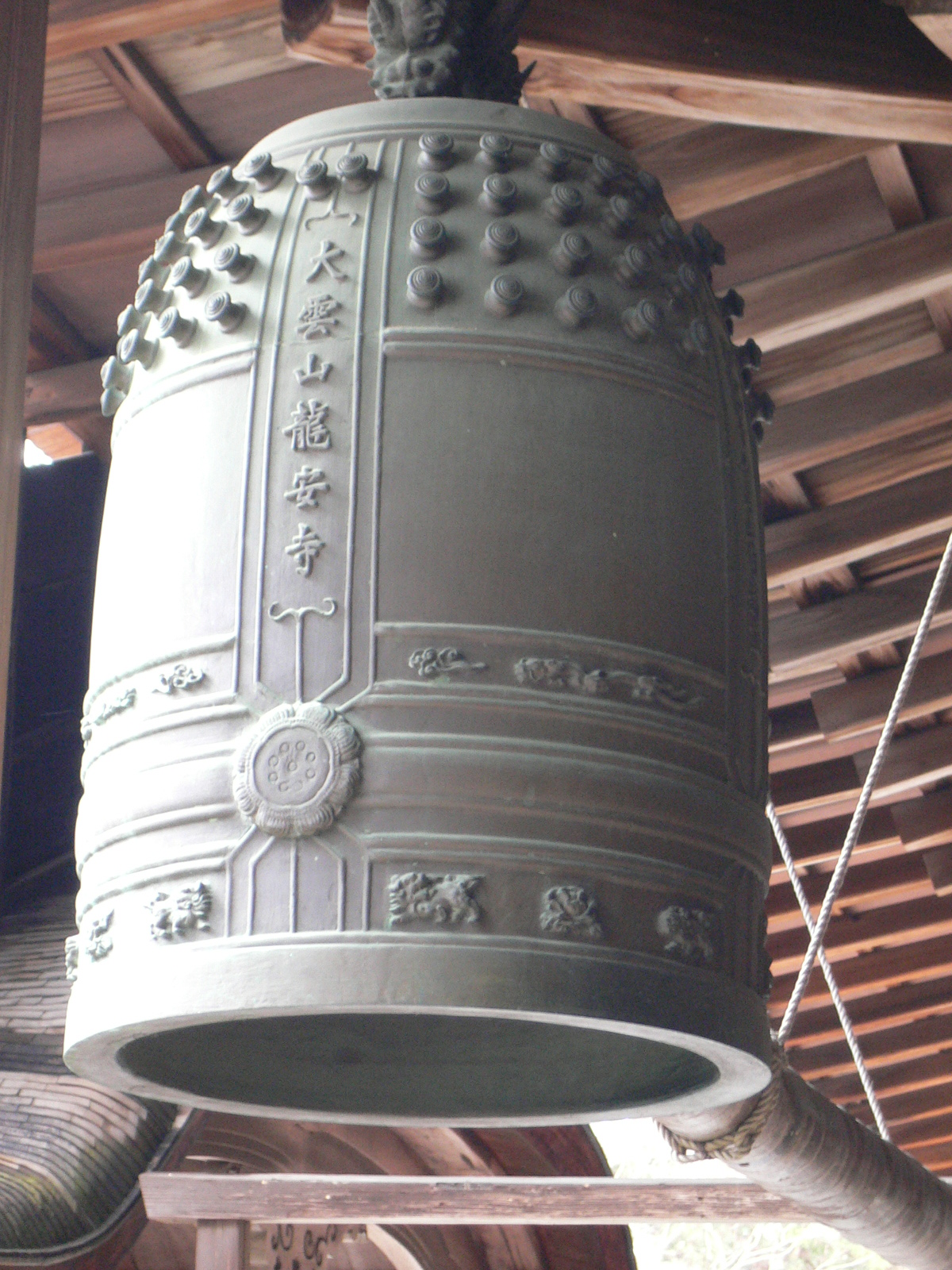
Clopotul templului